# Mastail
Mastail è un comune dell'Azerbaigian situato nel distretto di Lerik. Conta una popolazione di 916 abitanti.